# Nicolas Appert
Nicolas Appert (ur. 17 listopada 1749 w Châlons-sur-Marne, zm. 3 czerwca 1841 w Massy koło Paryża) − francuski wynalazca, znany, jako "ojciec konserwowania", twórca współczesnych metod konserwacji żywności, między innymi apertyzacji. W 1810 opublikował książkę kucharską L'art de conserver les substances animales et végétales (Sztuka konserwowania substancji zwierzęcych i roślinnych).

## Życiorys
Appert urodził się ok. 1750 roku w Châlons-sur-Marne w Szampanii, jego ojciec był piwowarem, karczmarzem i hotelarzem. Appert od dzieciństwa pomagał ojcu w kuchni, a jako dorosły człowiek został kucharzem i pracował jako nadworny kucharz w najlepszych francuskich arystokratycznych domach. W wieku 31 lat został właścicielem cukierni i piekarni w Paryżu, w której eksperymentował z konserwowaniem słodyczy w cukrze, a z czasem z innymi metodami przechowywania żywności. Początkowo pakował do butelek po szampanie owoce, warzywa, mięso i zupy. W 1795 roku Appert przeniósł się do Ivry-sur-Seine pod Paryżem i krótko później został jego burmistrzem, a także zaczął sprzedawać tam swoje zapakowane w butelki produkty. W 1803 roku Appert dostarczył francuskiej marynarce wojennej pierwsze butelki z zupą, wołowiną w sosie, groszkiem i fasolą, które po trzymiesięcznym leżakowaniu podano żołnierzom. Spożywający butelkowane jedzenie byli zadowoleni z jego jakości. W 1809 roku rządowa Rada Zarządzająca Towarzystwa Zachęty Przemysłu Narodowego w raporcie o pracach Apperta wypłaciła mu 12.000 franków i zamówiła u niego 200 egzemplarzy książki poświęconej swojej technologii. Pracę wydano po francusku łącznie cztery razy, książkę tłumaczono także na potrzeby wydań zagranicznych.
W 1810 roku angielski broker Peter Durand uzyskał patent na metodę przechowywania żywności w butelkach, którą sprzedał Bryanowi Donkinowi, a ten wraz z Johnem Gamble'em i Johnem Hallem zaczął produkować żywność metodą Apperta, jednak zamiast butelek pakowali ją do puszek. Nowy materiał był lżejszy i nie był podatny na tłuczenie. Durant we wniosku patentowym zapisał, że projekt otrzymał od niewymienionego z imienia cudoziemca, istnieją też ślady wskazujące na ich wzajemne kontakty.
Appert zmarł 3 czerwca 1841 roku w Massy w biedzie i zapomnieniu, pochowano go w anonimowym grobie dla biedaków. Jego zasługi zostały przypomniane dopiero w XX wieku, m.in. w 1955 roku wydano francuski znaczek z jego podobizną.